# دوري بوندسليغا 2 للسيدات 2011–12
دوري بوندسليغا 2 للسيدات 2011–12 (بالألمانية: 2. Frauen-Bundesliga 2011/12)‏ هو موسم من دوري بوندسليغا 2 للسيدات ‏. أشرف على تنظيمه اتحاد ألمانيا لكرة القدم، وكان عدد الأندية المشاركة فيه 24، وفاز فيه توربينه بوتسدام.